# Alfred Eickholt

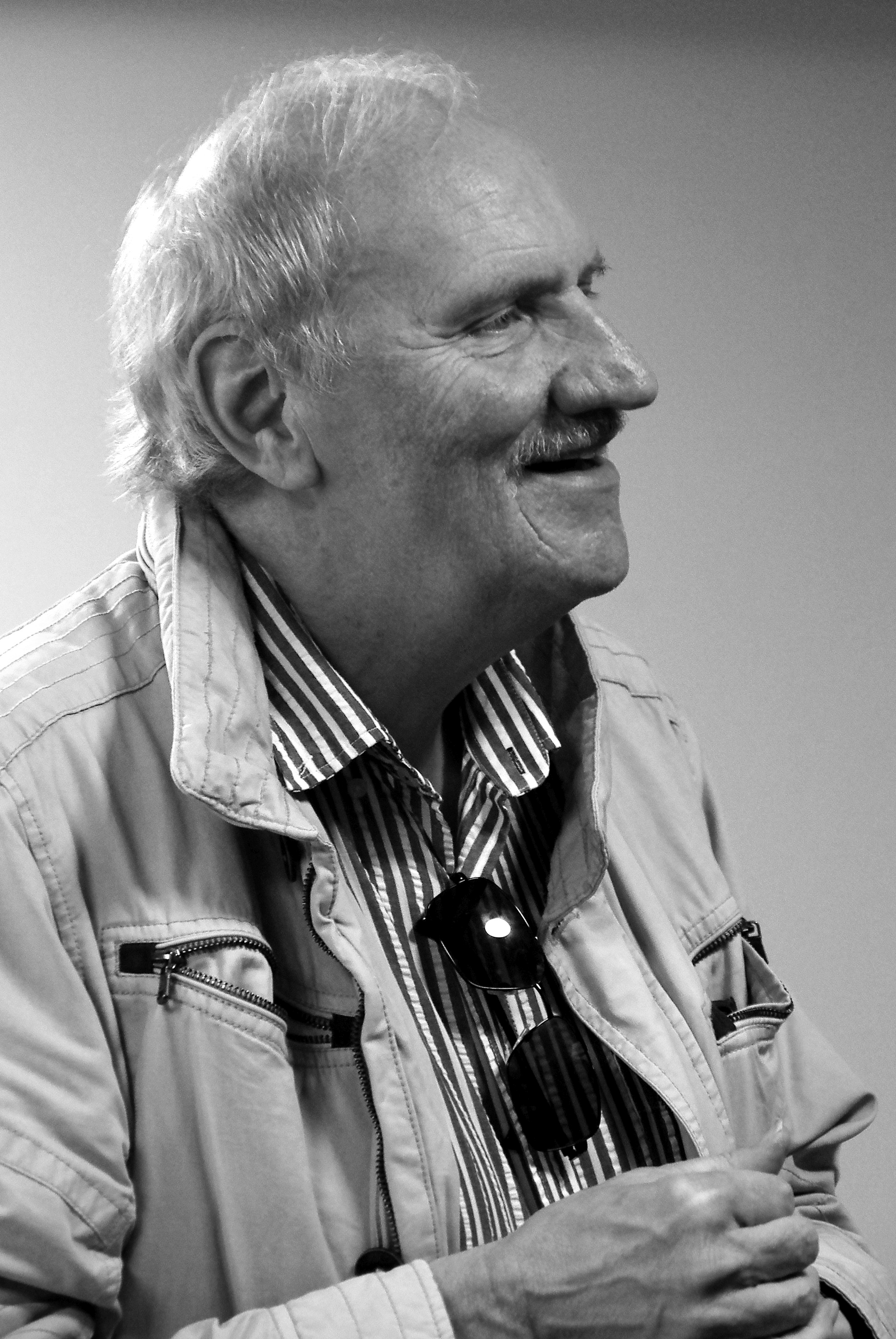

Alfred Eickholt (* 14. Dezember 1951 in Warendorf) ist ein deutscher Gitarrist und Hochschullehrer sowie Autor von didaktischer Literatur für Gitarre.

## Leben
Alfred Eickholt studierte bei Dieter Kreidler an der Hochschule für Musik Köln/Wuppertal und gastweise bei Alexandre Lagoya in Paris sowie bei Narciso Yepes, John Williams (Gitarrist) und Konrad Ragossnig mit dem ihn später eine kollegiale Freundschaft bis zu dessen Tod im Jahr 2018 verband. Im Jahr 1981 schloss er seine Studien mit der künstlerischen Reifeprüfung ab. Im selben Jahr erhielt er einen Lehrauftrag an der Hochschule für Musik Köln/Wuppertal (heute: Hochschule für Musik und Tanz Köln (HfMT)/Standort Wuppertal) für das Hauptfach Gitarre, wo er zum Professor für Gitarre und Fachdidaktik berufen wurde. Die Studierenden seiner Klasse gewannen im Laufe seiner Tätigkeit mehr als 80 erste Preise nationaler und internationaler Wettbewerbe.  Außerdem war er viele Jahre auch für die allgemeine instrumental- und fachdidaktische Ausbildung verantwortlich.
Neben Konzerten, Rundfunk und CD-Produktionen als Solist und in verschiedenen Kammermusikbesetzungen, z. B. im „duo da camera“ mit Prof. André Sebald, Soloflötist der Kölner Philharmoniker (Gürzenich-Orchester), sind von ihm Veröffentlichungen zur Instrumentalpädagogik seines Fachs erschienen. Als Lehrer, Referent und Juror wird er zu internationalen Festivals, Wettbewerben, Kongressen oder Symposien sowie zu Vorträgen, Kursen und Seminaren an Hochschulen und Musikschulen eingeladen.
Alfred Eickholt war bis zu seiner Emeritierung im Jahr 2017 Mitglied des Direktoriums des Hochschulstandortes in Wuppertal und Vorsitzender der Fachkommission Zupfinstrumente für die gesamte HfMT Köln. Er ist seit 1996 Bundesvorsitzender der EGTA D e.V. (European Guitar Teachers Association) in Deutschland und Fachberater für Gitarre des VdM (Verband deutscher Musikschulen), außerdem leitet er die von ihm im Jahr 2018 gegründete Talentakademie der Bergischen Musikschule (Bergische Musikschule) in Wuppertal.
Seit 1981 ist er in der Berufsbegleitenden Fortbildung tätig und hat gemeinsam mit verschiedenen Akademien Konzeptionen für entsprechende Lehrgänge entwickelt. Mit dem Internationalen Jugendwettbewerb für Gitarre - "Andrés Segovia" hat er eine der international bedeutendsten Nachwuchsförderungen seines Instrumentes ins Leben gerufen und außerdem mit seinem Berufsverband der EGTA zahlreiche Projekte wie Kongresse, Symposien, Festivals und Publikationen inhaltlich und organisatorisch realisiert.

## Veröffentlichungen (Auswahl)
Lehrwerke für Gitarre:
- Gemeinsam mit einem Autorenteam: Los geht´s. Mainz 1993. Schott
- Gemeinsam mit einem Autorenteam: Los geht's!. Schott ED 7982, Mainz, ISBN 3-7957-0264-X
- Gemeinsam mit einem Autorenteam: Los geht's!. Schott ED 7981, Mainz
- Spielbuch. Schott. ED 8041, Mainz
- Gemeinsam mit Gerd-Michael Dausend und Dieter Kreidler: Gitarre. In: Handbuch der Musikpädagogik Bd. 3 Hrsg.: Christoph Richter, Bärenreiter Kassel, 1994. ISBN 3-7618-1083-0
- Los geht´s - Von der Früherziehung zum Gitarrenunterricht. In: Elementare Musikalische Bildung Hrsg. Franz Niermann Universal Edition, Wien, 1997. ISBN 3-7024-0230-6
- Auf gutem Wege - Entwicklungen der Gitarre in den vergangenen 4 Jahrzehnten. In: Üben & Musizieren Zeitschrift für Instrumentalpädagogik und musikalisches Lernen Hrsg. Reinhard von Gutzeit und Ulrich Mahlert. Schott, Mainz, Heft 4, 2017
- Gemeinsam mit Gerd-Michael Dausend und Hans Werner Huppertz: Lehrplan Gitarre. Hrsg. Verband Deutscher Musikschulen. Bosse-Verlag, Kassel, 2012. ISBN 978-3-7649-3750-8
- Gemeinsam mit Anne Heyens: Künstlerisch von Anfang an. VdM Musikschulkongress. Bamberg, 2013. Dokumentation unter: Kongressdokumentation   https://www.musikschulen.de/
- Gemeinsam mit Sören Golz: Neue Medien im Gitarrenunterricht. VdM Musikschulkongress, Stuttgart 2017. Dokumentation unter: Kongressdokumentation  https://www.musikschulen.de/

## Tonträger
CD gemeinsam mit André Sebald (Flöte): duo da camera mit Werken von J.S. Bach, M. Castelnuovo-Tedesco, M. Ravel und Astor Piazzolla. Ars Production/Fono 1994 LC 6900 FCD 368 348